# Empire (album)
Empire je četvrti studijski album američkog heavy metal sastava Queensrÿche. Album je objavljen 4. rujna 1990. godine, a objavila ga je diskografska kuća EMI. Album je do danas najprodavaniji album Queensrÿchea te trostruki dobitnik platinum naklade. Glavni singl, power ballada "Silent Lucidity", dostigla je prvo mjesto na Mainstream Rock Tracks i deveto mjesto na Billboardovoj Hot 100 ljestvici. "Silent Lucidity" je također 1992. godine nominirana za nagradu Grammy za Najbolju Rock Pjesmu i Najbolju Vokalnu Rock izvedbu.
U intervjuu iz lipnja 2019. godine, pjevač na albumu, sada bivši, Geoff Tate najavio je kako 2020. godine planira izvesti svaku pjesmu s albuma povodom 30. godišnjice objave. Također je najavio box set.

## Popis pjesama
| 1.    | »Best I Can«                        | 5:34 |
| 2.    | »The Thin Line«                     | 5:43 |
| 3.    | »Jet City Woman«                    | 5:22 |
| 4.    | »Della Brown«                       | 7:04 |
| 5.    | »Another Rainy Night (Without You)« | 4:29 |
| 6.    | »Empire«                            | 5:24 |
| 7.    | »Resistance«                        | 4:51 |
| 8.    | »Silent Lucidity«                   | 5:48 |
| 9.    | »Hand on Heart«                     | 5:33 |
| 10.   | »One and Only«                      | 5:54 |
| 11.   | »Anybody Listening?«                | 7:41 |
| 63:23 |                                     |      |

## Zasluge
Queensrÿche
- Geoff Tate – vokali, klavijature
- Chris DeGarmo – električna i akustična gitara, klavijature na "Best I Can" i prateći vokali, glavna gitara na "Best I Can", "Jet City Woman", "Silent Lucidity", i "Anybody Listening"
- Michael Wilton – električna gitara i akustična gitara, glavna gitara na "Empire", "Resistance", i "Another Rainy Night"
- Eddie Jackson – bas-gitara, prateći vokali
- Scott Rockenfield – bubnjevi, udaraljke

Dodatni glazbenici
- Michael Kamen – orkestralno aranžiranje na "Silent Lucidity", dirigent
- Randy Gane – poruka na glasovnoj pošti na "Empire"
- Robert Bailey – klavijature, programiranje

Ostalo osoblje
- Peter Collins – produciranje
- James Barton — snimanje, miksanje
- Marcus Ramaer – pomoćnik snimatelja
- Dan Harjung – pomoćnik miksera
- Paul Northfield — inženjer zvuka (na pjesmi 6)
- Tom Hall — pomoćnik miksera
- Bob Ludwig – mastering
- Harold Sinclair – fotografija